# گوستا یوهانسون
گوستا یوهانسون (انگلیسی: Gösta Johansson; ۲ مارس ۱۹۲۹ – ۱۰ آوریل ۱۹۹۷) ورزشکار هاکی روی یخ اهل سوئد بود.
وی در مسابقات کشوری و بین‌المللی در مجموع برندهٔ ۱ مدال طلا، ۱ مدال نقره، ۲ مدال برنز شده‌است.